# Eenwaardig zout
Een eenwaardig zout is een zout dat uit twee ionen is opgebouwd en waarvan het positieve ion (kation) een gelijke lading heeft als het negatieve ion (anion). Algemeen kan dit zout worden voorgesteld als AX, waarbij de dissociatie (in een polair oplosmiddel, zoals water) kan worden voorgesteld als:
{\displaystyle \mathrm {AX\longrightarrow \ A^{n+}\ +\ X^{n-}} }
Hierbij staat n voor een natuurlijk getal groter of gelijk aan 1, al naargelang de lading van de samenstellende ionen.
Een voorbeeld van een eenwaardig zout is natriumchloride (NaCl), dat in water kan opsplitsten in een natrium- en chloride-ion:
{\displaystyle \mathrm {NaCl\longrightarrow \ Na^{+}\ +\ Cl^{-}} }
Andere voorbeelden zijn kaliumfluoride, magnesiumsulfaat en ijzer(III)fosfaat.